# De re metallica

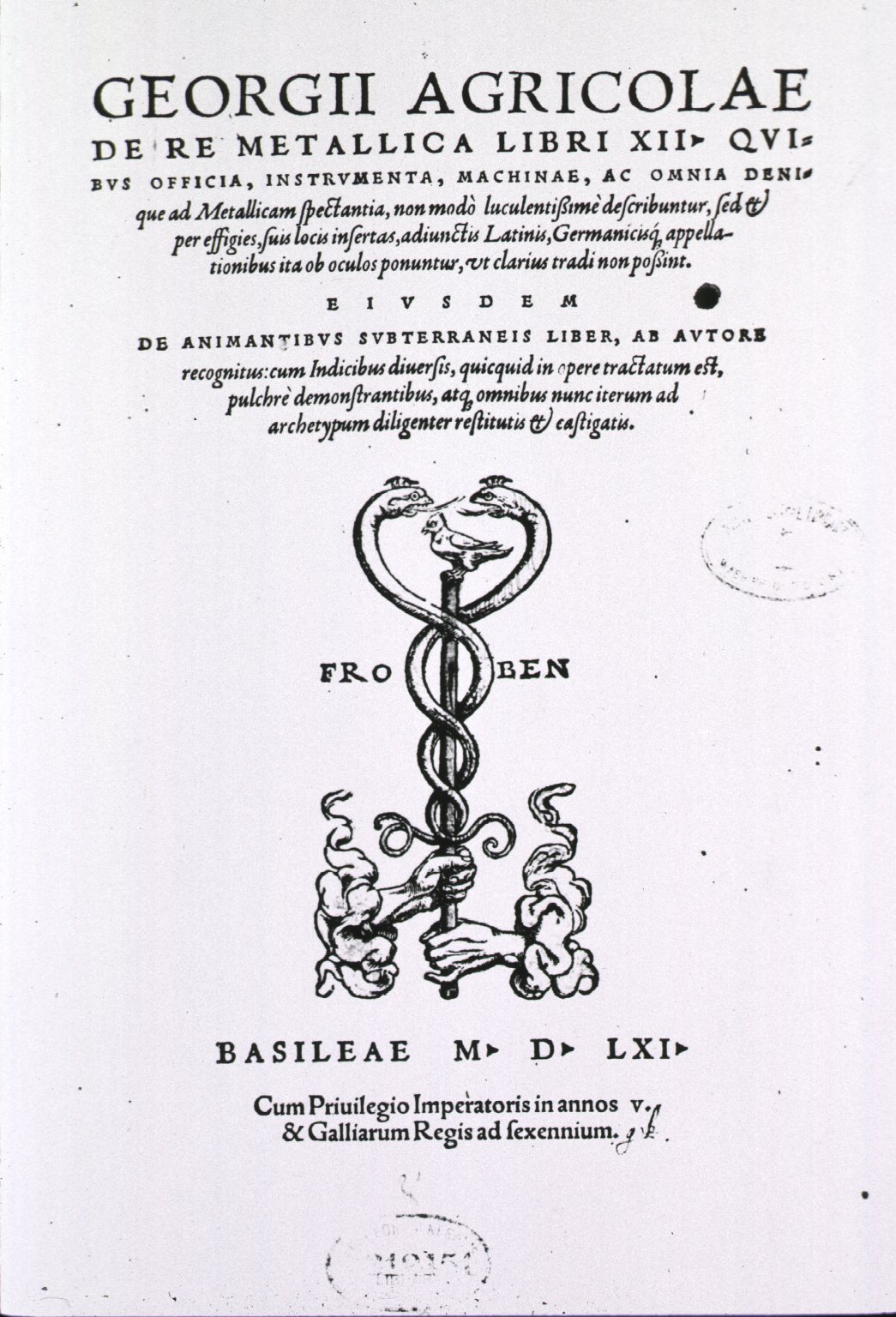
Capa da edição original

De re metallica é um livro publicado em latim em meados do século XVI que cataloga o estado da arte da mineração, a refinação e a fundição de metais, publicado um ano postumamente em 1556 devido a um atraso na preparação das xilografias para o texto. 
O autor foi George Bauer, cujo pseudónimo era o nome latim de Geórgio Agrícola. O livro continuou sendo o texto autoridade sobre a mineração durante os seguintes 180 anos depois da sua publicação. Também foi um texto importante de química da época e é significativo na história da química.

## Conteúdo
O livro consiste de um prefácio e doze capítulos, chamados de "livro I" até "livro XII", sem títulos. Ele também possui diversas xilogravuras mostrando diagramas e observações, ilustrando equipamentos e processos descritos no texto.

## Edições
- Geórgio Agrícola. De Re Metallica libri XII. – Basileae: Froben. – 1556. – 590 s.
- Geórgio Agrícola. Vom Bergkwerck XII Bucher. – Basel: Froben. – 1557. – 486 s.
- Geórgio Agrícola. De Re Metallica. Edited by Herbert Clark Hoover and Lou Henry Hoover. – Nova Iorque: Dover Publications. – 1950.